# Бертотти-Скамоцци, Оттавио
Оттавио Бертотти-Скамоцци (итал. Ottavio Bertotti Scamozzi; (5 апреля 1719, Виченца — 25 октября 1790, Виченца) — итальянский архитектор венецианской школы и теоретик архитектуры палладианизма. Один из продолжателей идей Андреа Палладио и Винченцо Скамоцци, отсюда его двойная фамилия. Его собственное архитектурное творчество относят к течению неопалладианизма. В 1776—1783 годах Бертотти-Скамоцци издал собрание подлинных чертежей Палладио и этим увековечил своё имя.

## Биография
Оттавио родился в скромной и небогатой семье в Виченце (провинция Венето), он был сыном парикмахера Антонио Бертотти и Виттории Скабора. Его отец посвятил его в свою профессию, но благодаря покровительству архитектора-любителя маркиза Марио Капра он смог получить хорошее гуманитарное образование. Жизнь у него была нелёгкая: семейное наследство было небольшим; Олимпийская академия в Виченце приняла его на работу уборщиком и смотрителем театра. Что касается обучения Оттавио архитектурной профессии, то изначально он был учеником Доменико Черато, приверженца Андреа Палладио и Винченцо Скамоцци. Позднее он обратился к архитектору и историку архитектуры Томмазо Теманца, представителю неоклассицизма, затем к интеллектуалу Франческо Альгаротти. Он был в контакте с просветительскими кругами Виченцы, в частности с писательницей Элизабеттой Каминер.
Винченцо Скамоцци в своём завещании оставил наследство для того, чтобы ученики без средств смогли изучать архитектуру, но при единственном условии: они должны добавить к своей его фамилию. Оттавио Бертотти выиграл конкурс на такую стипендию (исполнителем завещания был маркиз Марио Капра) и с тех пор стал называться Оттавио Бертотти-Скамоцци.
Оттавио, вероятно, не совершал поездок за пределы родного города или, по крайней мере, провинции Виченца, за исключением пребывания по профессиональным причинам в Казале-Монферрато в 1789 году. Вечером 21 сентября 1786 года Бертотти-Скамоции встречался с Гёте, когда тот останавливался в Виченце во время путешествия по Италии. Немецкий поэт в своём «Итальянском путешествии» (Italienische Reise, 1816—1817) вспоминал, как Бертотти-Скамоцци, «талантливый и страстный художник», давал ему «некоторые указания», так, что Гёте даже выразил желание пройти у него краткий курс архитектуры.

## Архитектурное и научное творчество
Оттавио Бертотти-Скамоцци относят к течению неопалладианизма. На его собственные классицистические постройки в Виченце и её окрестностьях бесспорно повлияло творчество Палладио. Наиболее известны вилла Орацио Капра в Сарчедо (1764), фасад церкви Оньиссанти в Ронкаде (1768), собор в Читтаделла (Падуя), Палаццо Франческини (Виченца, 1770), Палаццо Муцци (1770), Каза Кастальди в Виченце.
В последнее десятилетие XVIII века, его творчество стало строже и проще, построенные им здания практически не имели орнаментальных деталей. Бертотти принадлежат попытки осмыслить и систематизировать творческое наследие Палладио, превратив его в некий канон «прекрасной архитектуры».
В 1761 году он опубликовал путеводитель по Виченце в диалогической форме, озаглавленный «Путеводитель для путешественника по выдающимся памятникам архитектуры и редким видам города Виченца» (Il forestiere istruito delle cose più rare di architettura e di alcune pitture della città di Vicenza) — диалог между вымышленными персонажами: архитектором Леандро (псевдоним автора) и неким лондонским незнакомцем (переиздания 1780 и 1804 годов). Диалог послужил автору предлогом для демонстрации преимуществ палладианской архитектуры перед всеми существующими. Текст сопровождают двадцать шесть гравюр на меди, воспроизводящих здания Палладио и Скамоцци. Они снабжены точными обмерами, выраженными в «вичентинских футах»: в качестве единицы измерения использовался «фут Виченцы», равный 0,356 м в сопоставлении с английским футом (0,304 м). Причём в качестве модулей автор на основании своих обмеров предлагал использовать 500 и 600 вичентинских футов. Сравнительные обмерные таблицы, созданные Бертотти-Скамоцци, стали особенно полезными для английских палладианцев: от Иниго Джонса до Уильяма Адама. Эта система в своё время имела широкий резонанс в Италии и за границей: И. Й. Фолькманн (автор «Историко-критических сведений об Италии…», Лейпциг, 1770—1771) рекомендовал ее Гёте как один из самых полезных текстов для познания архитектуры итальянских городов.
Другим важнейшим предприятием Бертотти-Скамоции стали капитальные издания: «Постройки и проекты Андреа Палладио, избранные и иллюстрированные» (Le fabbriche e i disegni di Andrea Palladio raccolti e illustrati, 1776—1783) и «Термы римлян, измерянные Андреа Палладио и переизданные с добавлением некоторых наблюдений Оттавио Бертотти» (Le terme dei Romani, disegnate da. Palladio…"). Эти издания требовали больших трудов, в том числе сбора средств по подписке, но затем Ф. Милициа признал, что они «делают честь всей Италии» (fa onore a tutta l’Italia).

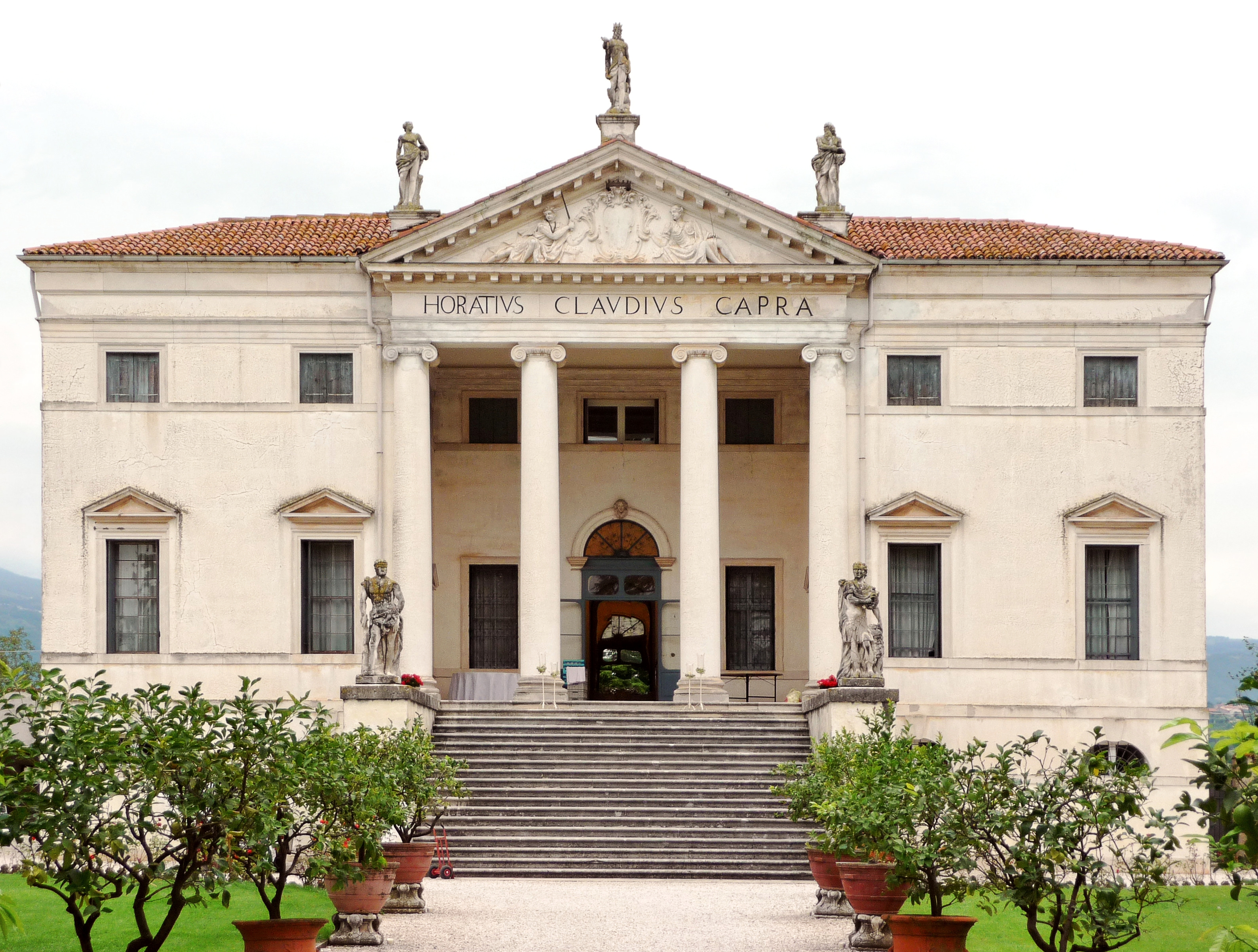
Вилла Орацио Капра в Сарчедо. 1764
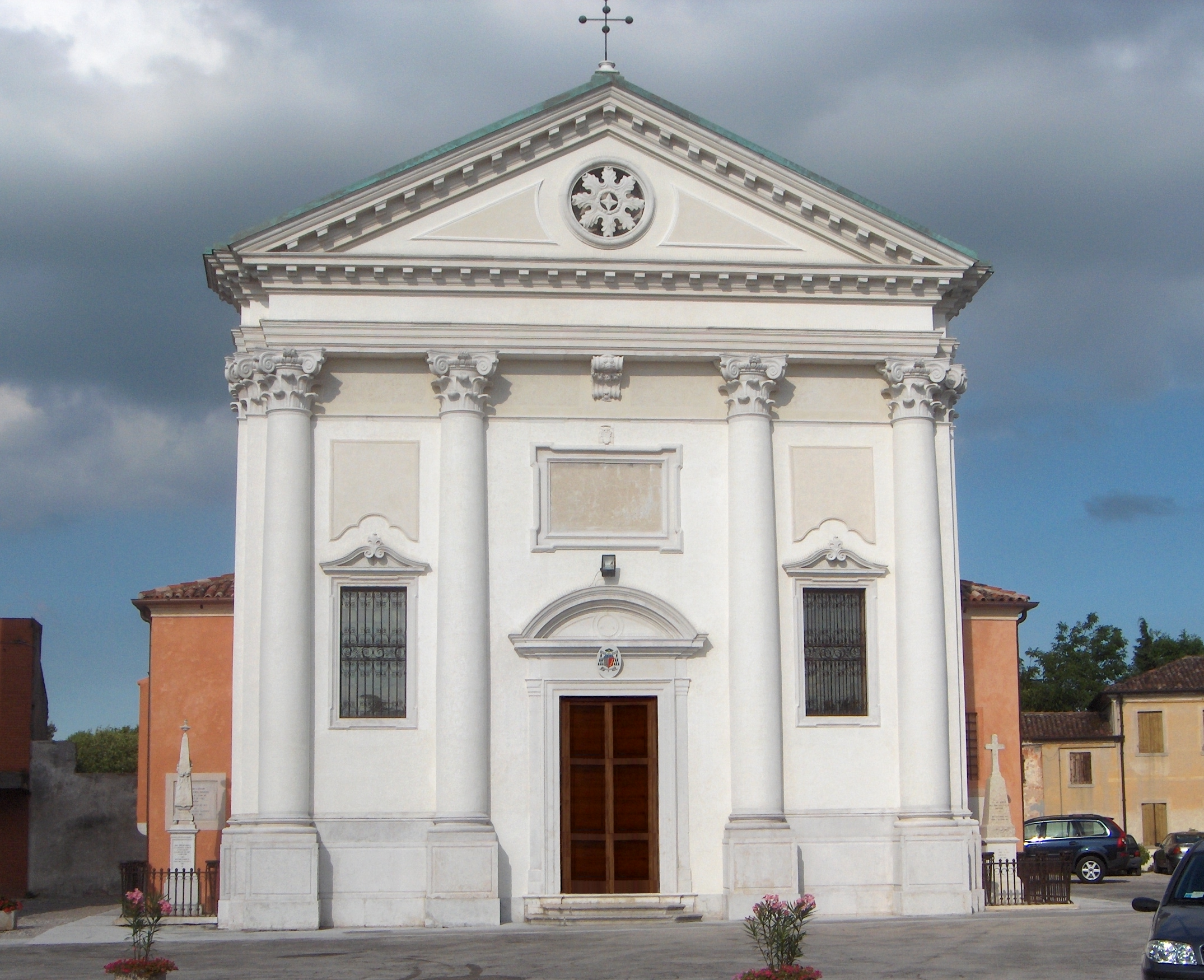
Фасад церкви Оньиссанти в Ронкаде. 1768
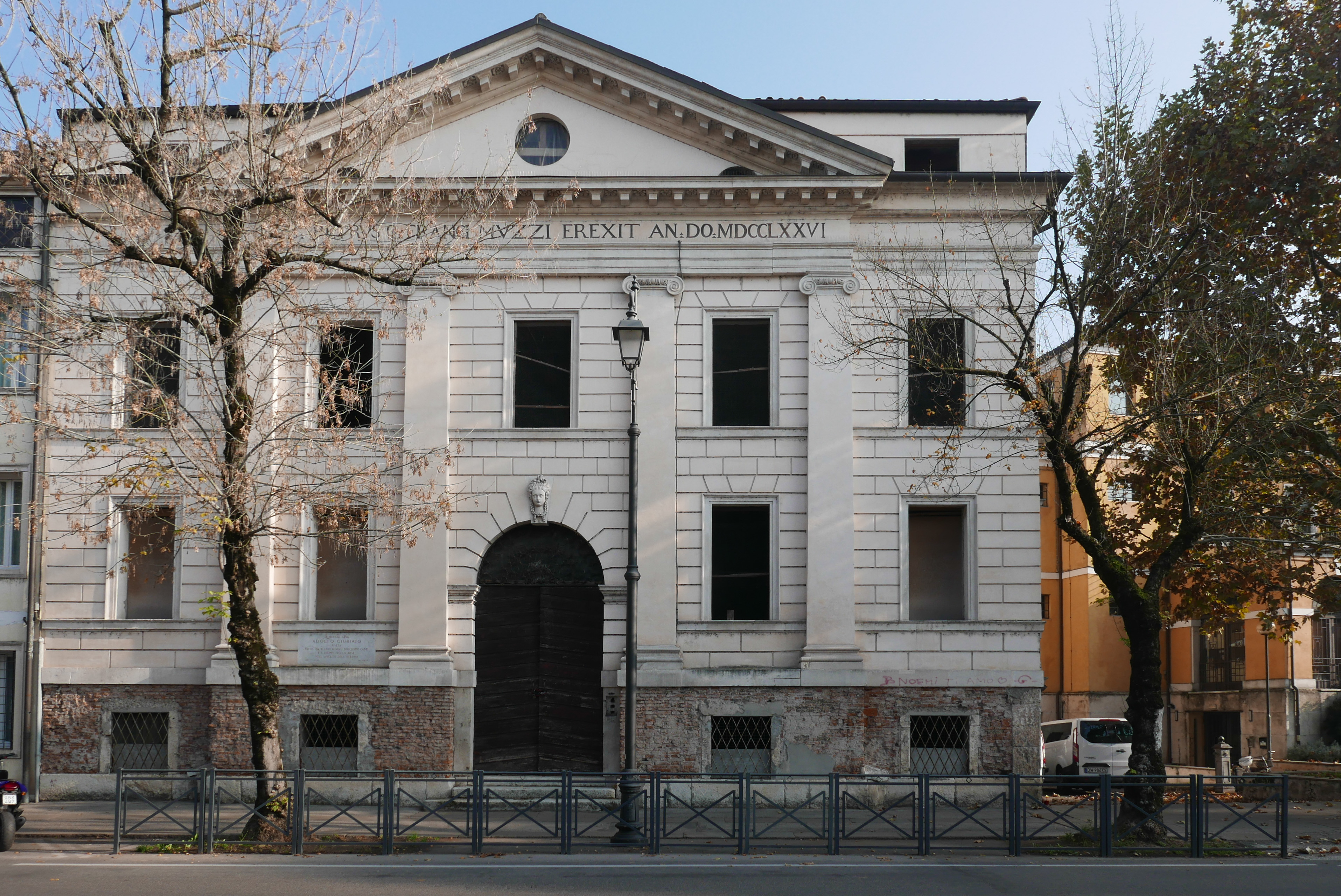
Палаццо Муцци. 1770
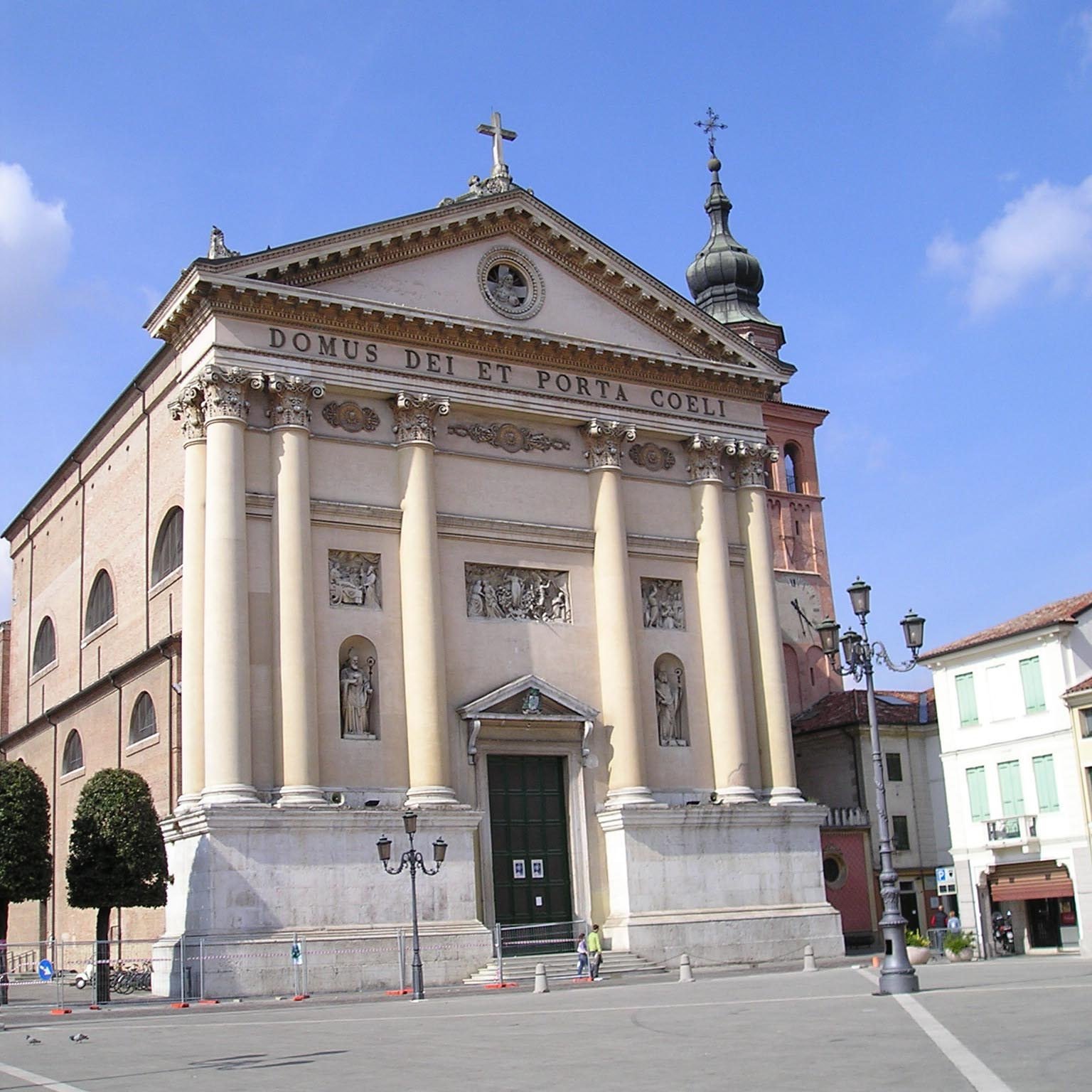
Собор в Читтаделла. Падуя. 1774—1826
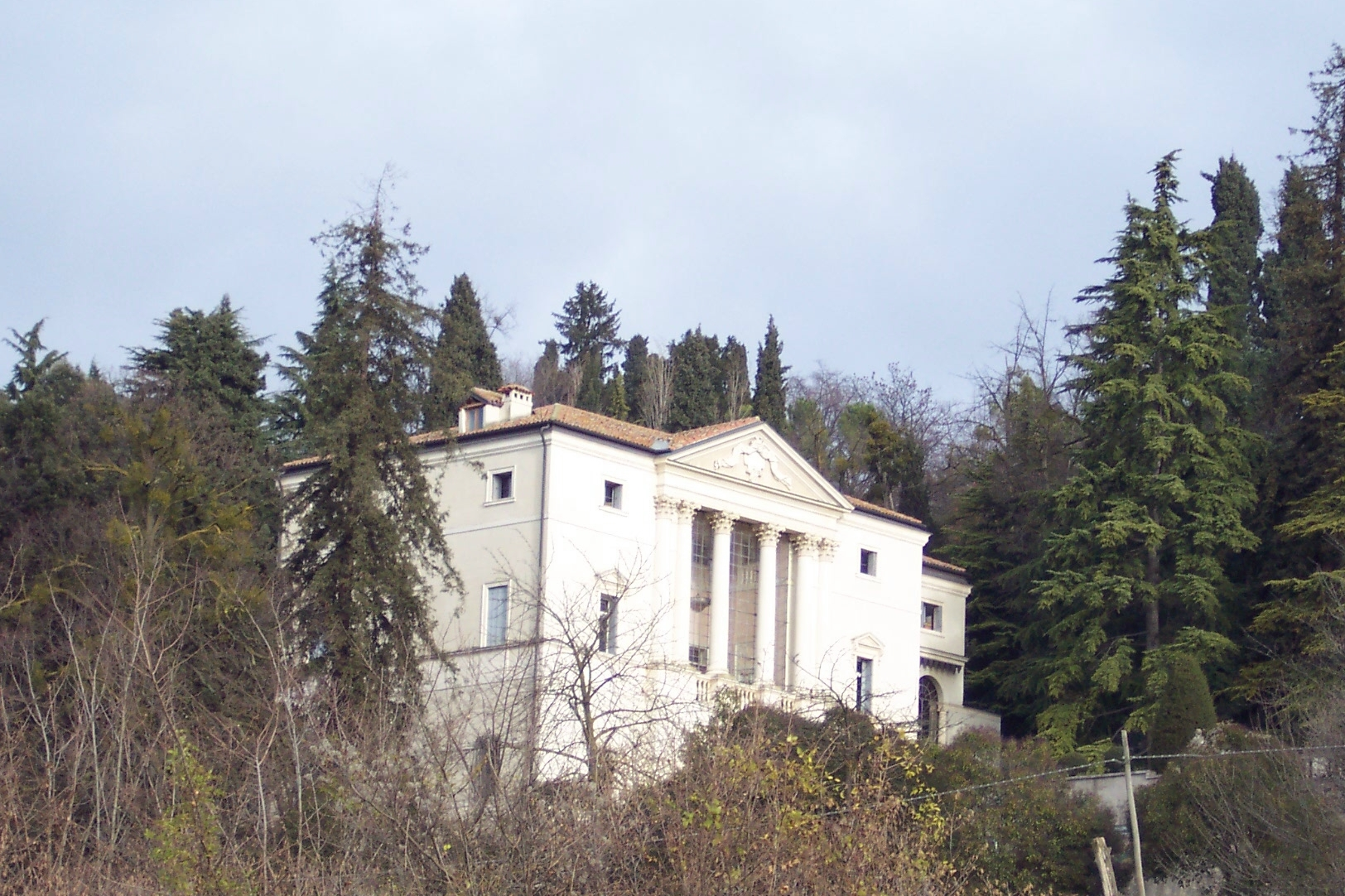
Вилла Франческини-Пазини. 1770

## Основные публикации
- Постройки и проекты Андреа Палладио, избранные и иллюстрированные Оттавио Бертотти-Скамоции (Le fabbriche e i disegni di Andrea Palladio raccolti raccolti ed illustrati da Ottavio Bertotti Scamozzi). В четырех томах: I т. 1776, II т. 1778, III т. 1781, IV т. 1783 гг. Лондонское издание 1796 г.
- Термы римлян, измерянные Андреа Палладио и переизданные с добавлением некоторых наблюдений Оттавио Бертотти-Скамоцци по примеру лорда графа Бёрлингтона, напечатанные в Лондоне в 1732 году (Le terme dei Romani: disegnate da Andrea Palladio e ripubblicate con l’aggiunta di alcune osservazioni da Ottavio Bertotti Scamozzi giusta l’esemplare del Lord Conte di Burlingthon, stampato in Londra l’anno 1732).
- Путеводитель для путешественника по выдающимся памятникам архитектуры и редким видам города Виченца (Il forestiere istruito delle cose più rare di architettura e di alcune pitture della città di Vicenza). 1761. Переиздания 1780 и 1804 гг.
- Происхождение Олимпийской Академии в Виченце с кратким описанием её театра (L’origine dell’Accademia Olimpica di Vicenza con una breve descrizione del suo teatro). Виченца, 1842
- Здания и проекты Андреа Палладио (The buildings and the designs of Andrea Palladio). Тренто, 1976